# Mark Spybey
Mark Spybey, anche conosciuto come Dead Voices on Air (a volte abbreviato con l'acronimo DVOA) e Propeller (...), è un musicista e compositore britannico.

## Biografia
Mark Spybey ha inizialmente suonato negli Zoviet France dal 1987 al 1989 prima di intraprendere la carriera solista nel 1992, anno in cui si trasferì in Canada. Dopo essere stato scritturato dall'etichetta Invisible, ha pubblicato i suoi primi dischi Hafted Maul (1995) e New Words Machine (1995) come Dead Voices on Air, alias di cosiddetta "panambient" improvvisata che costruisce paesaggi sonori sperimentali partendo dai campionamenti. Secondo quanto riporta il sito ProgArchives:
 Lungo la seconda metà degli anni novanta Spybey ha pubblicato alcune collaborazioni a suo nome e avviato il side-project Propeller, con cui ha inciso i tre album Rame (1995), Oro (1998) e Argento (1999). Ha anche collaborato con Phil Western e Cevin Key nei Download e nei Reformed Faction con Robin Storey. Fra i tanti altri artisti con cui ha collaborato vi sono James Plotkin, Mick Harris, Ambre e Niels van Hoorn.

## Discografia parziale

### Da solista

#### Come Mark Spybey
- 1998 – A Peripheral Blur (con James Plotkin)
- 2000 – Sfumato (con Ambre)
- 2000 – Bad Roads, Young Drivers (con Mick Harris)
- 2002 – Present...De Klaverland Klompen Voetbal Club (con Niels van Hoorn)

#### Come Dead Voices on Air
- 1995 – Hafted Maul
- 1995 – New Words Machine
- 1996 – Shap
- 1997 – How Hollow Heart...
- 1998 – Piss Frond
- 2000 – Frankie Pett Presents the Happy Submarines, Playing the Music ff Dead Voices on Air
- 2007 – From Labrador to Madagascar

#### Come Propeller
- 1995 – Rame
- 1998 – Oro
- 1999 – Argento

### Nei gruppi
Con i Zoviet France 

 Con i Download 
- 1995 – Furnace
- 1996 – Charlie's Family
- 1996 – The Eyes of Stanley Pain
- 1997 – III
- 2000 – Effector
- 2002 – III Steps Forward
- 2002 – Inception: The Subconscious Jams 1994 - 1995

 Con i Reformed Faction 
- 2006 – Vota
- 2007 – The War Against...
- 2009 – I Am the Source of Light, I Am Not a Mirror
- 2010 – Until...

 Con i Beehatch 
- 2008 – Beehatch
- 2008 – Brood
- 2009 – Bratislava
- 2017 – Oh Noh Me